# 瀬川菊之丞 (初代)
初代 瀬川 菊之丞（せがわ きくのじょう、元禄6年〈1693年〉 - 寛延2年9月2日〈1749年10月12日〉）とは、享保年間に活躍した歌舞伎役者。女形の名優。俳名は路考、屋号は濱村屋。通称は濱村屋路考。女形役者の初代瀬川菊次郎はその弟。

## 来歴
元は大坂道頓堀の貝塚屋仁三郎抱えの濱村屋吉次という色子で、弟の菊次郎とともに瀬川竹之丞の門下となって瀬川吉次と名を改める。宝永6年（1709年）正月、16歳の時に瀬川菊之丞と改名し、大坂で若女形として初舞台を踏んだ。しかし容姿顔貌は十人並みで声はしゃがれて低かったことからあまり人気が出ず、芸の行き詰まりを感じて25歳で役者を廃業し、大坂で源右衛門という男に身を託しともに暮らした。のちに京都夷川通りで商家を営む。
役者を廃業して三年が経った享保5年（1720年）、28歳で舞台に復帰する。かつての地味さはなくなり、艶やかな役者ぶりで、その芸が認められ次第に評判となる。享保13年（1728年）には京市山座において、『けいせい満蔵鑑』（けいせいまくらかがみ）の無間の鐘の芝居で名声を博す。享保15年（1730年）江戸へ下り、「三都随一の女方」と讃えられた。
能に取材した舞踊にも傑作を残し、『道成寺』や『石橋』の所作事を得意とした。なかでも延享元年（1744年）春に初演した『百千鳥娘道成寺』（ももちどりむすめどうじょうじ）は、現在は曲、振付けともに絶えてはいるものの、のちに初代中村富十郎が『娘道成寺』を踊るにあたって土台にした物のひとつになった。また元文4年（1739年）の大坂で人形浄瑠璃の『ひらかな盛衰記』が初演されているが、その中の四段目に傾城梅が枝が手水鉢を使っての無間の鐘を演じる場面があり、これは初代菊之丞の無間の鐘の演技を写したものであるといわれる。
日常生活でも女装を通したという。芸論書に『女方秘伝』がある。